# Premiile Saturn din 1975
Cea de-a doua ediție a premiilor Saturn a avut loc la 7 ianuarie 1975. Premiile au fost acordate de Academy of Science Fiction, Fantasy and Horror Films celor mai bune producții de cinematografie și televiziune din domeniul science-fiction, fantasy și horror lansate în anul 1974. 
La această ceremonie, categoriile de premii au fost extinse de la două la zece, spre deosebire de ceremonia anterioară, unde au fost doar două categorii.
Mai jos este o listă completă a nominalizaților și a câștigătorilor. Câștigătorii sunt evidențiați cu caractere aldine.

## Cele mai bune efecte speciale
- Exorcistul -  Marcel Vercoutere

## Cea mai bună muzică
- Bernard Herrmann

Pentru cariera sa.

## Cel mai bun scenarist
- Exorcistul -  William Peter Blatty

## Cel mai bun film fantastic
- Călătoria de aur al lui Sinbad

## Cel mai bun film de groază
- Exorcistul
- Arnold
- Nu privi acum
- Casa Terorii
- The Legend of Hell House
- Death Line
- Schlock
- Scream Blacula Scream
- Sisters
- Povești care atestă nebunia
- Terror in the Wax Museum
- Theater of Blood
- Povești din criptă II (The Vault of Horror)

## Cel mai bun film științifico-fantastic
- Hrana verde
- Bătălia pentru planeta maimuțelor
- The Day of the Dolphin
- The Neptune Factor
- Sleeper
- Beware! The Blob
- Sssssss
- Westworld

## Cel mai bun machiaj
- The Exorcist -   Dick Smith

## Cel mai bun film de animație
- The Golden Voyage of Sinbad-    Ray Harryhausen

## Realizare Specială în televiziune
- Killer Bees -  Curtis Harrington

## Premiu Special
- George Pal
- Charlton Heston
- Gloria Swanson
- Fay Wray
- Don Fanzo
- C. Dean Anderson